# 徳島県道227号大麻北村線
徳島県道227号大麻北村線（とくしまけんどう227ごう おおあさきたむらせん）は、徳島県鳴門市から板野郡北島町に至る一般県道である。

## 概要
鳴門市大麻町西馬詰から板野郡北島町北村に至る。県道として認定されたのみで未区域決定線となっている。路線名から、起点は鳴門市大麻町、終点は板野郡北島町北村地区で、その位置関係から旧吉野川にかかる共栄橋付近の改良道路となると思われる。

### 路線データ
- 起点：鳴門市大麻町西馬詰（徳島県道226号津慈広島線交点）
- 終点：板野郡北島町北村（徳島県道39号徳島鳴門線交点）

## 歴史
- 1995年（平成7年）4月1日 - 認定。ただし現在も区域は未決定。

## 地理

### 通過する自治体
- 徳島県
  - 鳴門市 - 板野郡北島町

### 交差する道路
| 交差する道路            | 市町村名 | 市町村名 | 交差する場所 | 交差する場所 |
| ----------------------- | -------- | -------- | ------------ | ------------ |
| 徳島県道226号津慈広島線 | 鳴門市   | 鳴門市   | 大麻町西馬詰 | 起点         |
| 徳島県道39号徳島鳴門線  | 板野郡   | 北島町   | 北村         | 終点         |

### 沿線
- 旧吉野川